# Welwyn Garden City
Welwyn Garden City er en by i Hertfordshire, England. Det er den anden "Garden City" i Storbritannien og en af de oprindelige New Towns.
- Wikimedia Commons har flere filer relateret til Welwyn Garden City

51°48′22″N 0°11′36″V / 51.8062°N 0.1932°V